# Nova Laranjeiras
Nova Laranjeiras es un municipio brasileño del Estado de Paraná. Su población estimada en 2008 era de 11 598 habitantes. Según el censo de 2010 del IBGE, se estima en 11 241 habitantes.